# Thủy điện Đakrông
Thủy điện Đakrông là nhóm các thủy điện xây dựng tại thủy vực sông Đakrông tại vùng đất huyện Đakrông, tỉnh Quảng Trị, Việt Nam.
Các thủy điện được đặt tên theo tên huyện, không có quy hoạch thành "bậc thủy điện". Năm 2019 tổng công suất lắp máy của 5 thủy điện Đakrông cỡ 79 MW.

## Các thủy điện
Thủy điện Đakrông 1 có công suất lắp máy 12 MW với 2 tổ máy, sản lượng điện trung bình hàng năm 45,65 triệu kWh, đặt tại xã Húc Nghì huyện Đakrông tỉnh Quảng Trị. Dự án được khởi động tháng 11/2009, tái khởi công cuối năm 2014, hoàn thành tháng 01/2018 .16°29′49″B 106°58′20″Đ / 16,496989°B 106,97221°Đ
Thủy điện Đakrông 2 có công suất lắp máy 18 MW với 2 tổ máy, đặt tại thôn Xa Lăng xã Đakrông huyện Đakrông tỉnh Quảng Trị, khởi công xây dựng năm 2011, hoàn thành tháng 05/2013 .
Thủy điện Đakrông 3 có công suất lắp máy 8 MW với 2 tổ máy, đặt tại xã Tà Long huyện Đakrông tỉnh Quảng Trị, khởi công tháng 8/2010, hoàn thành tháng 10/2012 .16°33′46″B 106°57′13″Đ / 16,562672°B 106,953681°Đ
Thủy điện Đakrông 4 có công suất lắp máy 28 MW với 2 tổ máy, sản lượng điện trung bình hằng năm hơn 85 triệu KWh, đặt tại xã Ba Nang huyện Đakrông tỉnh Quảng Trị, khởi công tháng 10/2009 rồi ngừng, khởi công lại tháng 9/2014 , thu hồi giấy phép tháng 12/2014 . Tuy nhiên năm 2017 thi công trở lại và khánh thành tháng 12/2019..16°35′50″B 106°52′56″Đ / 16,597087°B 106,882203°Đ
Thủy điện Đakrông 5 có công suất lắp máy 10 MW với 2 tổ máy, khởi công năm 2018 .

## Tác động môi trường dân sinh
Khoảng 7 giờ ngày 7/10/2012 hai khoang tràn bên trên của đập chính Thủy điện Đakrông 3 bị vỡ. Theo chủ đầu tư thì nguyên nhân là do công trình đang trong quá trình thi công hoàn thiện, kết hợp với việc tích nước lòng hồ để thử tải tổ máy và mưa lũ lớn làm cho đập chắn của công trình bị vỡ. 